# قادر فیرود
قادر فیرود (انگلیسی: Kader Firoud؛ ۱۱ اکتبر ۱۹۱۹ – ۳ آوریل ۲۰۰۵) بازیکن فوتبال اهل الجزایر بود.
از باشگاه‌هایی که در آن بازی کرده‌است می‌توان به باشگاه فوتبال سن-اتین، باشگاه فوتبال نیم المپیک، باشگاه فوتبال مولودیه الجزایر و باشگاه فوتبال تولوز اشاره کرد.
وی همچنین در تیم ملی فوتبال فرانسه بازی کرده‌است.